# Київська академічна майстерня театрального мистецтва «Сузір'я»
Київська академічна майстерня театрального мистецтва «Сузір'я» — перший в Україні ангажементний театр.
Театр, створений 1988 року, від часу заснування очолює художній керівник-директор народний артист України Олексій Кужельний. У виставах беруть участь найкращі актори столичних театрів — народні та заслужені артисти України, а також театральна молодь. Серед зірок українського театру, що протягом усіх театральних сезонів дарували прихильникам театрального мистецтва свій талант, відомі майстри сцени Надія Батуріна, Лариса Кадочнікова, Лариса Кадирова, Людмила Лимар, Раїса Недашківська, Степан Олексенко, Ада Роговцева, Богдан Ступка, Микола Рушковський, Валерія Чайковська.
До постановок вистав залучаються як досить відомі, так і молоді режисери. В репертуарі театру класичні та сучасні постановки російською та українською мовами.
Вистави демонструються одночасно на двох сценічних майданчиках: на основній «великій» сцені, що розрахована на 80 місць та на мікросцені — 21 місце.
КАМТМ «Сузір'я» неодноразово представляла українське театральне мистецтво на Міжнародних фестивалях у Німеччині, Польщі, Чехії, Румунії, Росії, Словаччині, Угорщині, Австрії, Голландії, Йорданії, Єгипті, США, Італії, Югославії, Греції, Австрії, Македонії, на міжнародних фестивалях «Відлуння», «Херсонеські ігри», «Біла Вежа», «Золотий Лев», «Тернопільські театральні вечори», «Мельпомена Таврії», «Кримський Ковчег. Кафа — 2004». Майже завжди журі високо оцінювало роботи театру.
КАМТМ «Сузір'я» — лауреат багатьох театральних фестивалів, володар численних премій та дипломів.

## Творчий склад

### Режисери
- Трунова Тамара Вікторівна

### Актори
- Білецька Неоніла Миколаївна
- Бінєєва Алла Махмудівна
- Голопатюк Станіслав Аркадійович
- Дебрін Андрій Полікарпович
- Дудич Олена Олексіївна
- Досенко Михайло Сергійович
- Завгородня Олена Анатоліївна
- Загорська Людмила Михайлівна
- Ігнатуша Олександр Федорович
- Іщенко Валентина Марківна
- Калашнікова Ірина Іванівна
- Кистень Катерина Володимирівна
- Круліковська Тетяна Юріївна
- Ксенія Баша-Довженко
- Кужельний Олексій Павлович
- Коженівський Андрій Анатолійович
- Кондратовська Надія Дмитрівна
- Локтіонова Марина Миколаївна
- Максименко-Ліпчанська Юлія Георгіївна
- Мельник Сергій Ростиславович
- Мельник Станіслав Сергійович
- Мостренко Андрій Петрович
- Нагорна Інга Олегівна
- Нищук Євген Миколайович
- Ніколаєва Ксенія Миколаївна
- Орліченко Світлана Борисівна
- Полікарпов Вадим Олександрович
- Радіонов Юрій Юрійович
- Роговцева Ада Миколаївна
- Скрипникова Ірина Валеріївна
- Соломка В’ячеслав Михайлович
- Сомов Лев Миколайович
- Томусяк Валентин Сергійович
- Федінчик Андрій Григорович
- Цивата Юлія Валеріївна
- Чайковська Валерія Вікторівна
- Шеховцев В’ячеслав Леосіфович
- Штанько Світлана Валеріївна
- Ященко Анатолій Федорович